# Психичен апарат
Термина психичен апарат (понякога превеждан като душевен апарат) е централна концепция във Фройдовата метапсихология. (Самият Фройд използва немските термини „psychischer Apparat“ и „seelischer Apparat“).
Трябва да се подчертае, че самия Фройд последователно твърди, че идеята е фиктивен конструкт -- хипотеза, създадена да обясни функционирането, не на „част от мозъка“, да бъде локализирана или наблюдавана:
"Това е хипотеза като много други в науката: най-ранната винаги е по-скоро груба. Отворена за ревизия можем да кажем в такива случаи [...] цената на плода на въображението от такъв вид [...] зависи от това колко може да се постигне с нейна помощ" [Freud, 'The Question of Lay Analysis' (1926)]
Нито Фройд чувства приоритета да разгледа въпроса за това от какъв материал е съставен психичния апарат:
„Това не е обект на психологически интерес. Психологията не може да бъде безучастна към това, например, както оптиката може да бъде към въпроса дали стените на телескопа са направени от метал или картон. Ние трябва да оставим изцяло на една страна материалната линия на подхода.“ [Freud, 'The Question of Lay Analysis' (1926)]
|  | Тази страница частично или изцяло представлява превод на страницата Psychic apparatus в Уикипедия на английски. Оригиналният текст, както и този превод, са защитени от Лиценза „Криейтив Комънс – Признание – Споделяне на споделеното“, а за съдържание, създадено преди юни 2009 година – от Лиценза за свободна документация на ГНУ. Прегледайте историята на редакциите на оригиналната страница, както и на преводната страница, за да видите списъка на съавторите. ВАЖНО: Този шаблон се отнася единствено до авторските права върху съдържанието на статията. Добавянето му не отменя изискването да се посочват конкретни източници на твърденията, които да бъдат благонадеждни. |